# Les Joueurs de football (Rousseau)
Pour les articles homonymes, voir Les Joueurs de football.
 (septembre 2022).
Si vous disposez d'ouvrages ou d'articles de référence ou si vous connaissez des sites web de qualité traitant du thème abordé ici, merci de compléter l'article en donnant les références utiles à sa vérifiabilité et en les liant à la section « Notes et références ».
Les Joueurs de football est un tableau réalisé par le peintre français Henri Rousseau en 1908. Cette huile sur toile est une scène de genre naïve représentant quatre hommes jouant à un sport de balle qui pourrait être du rugby[réf. nécessaire]. Elle est aujourd'hui conservée au musée Solomon-R.-Guggenheim, à New York, aux États-Unis.